# قاسم الأحمد
الشيخ قاسم الأحمد (توفي سنة 1834) هو زعيم قرية جماعين في جبل نابلس أثناء الحكمين المصري والعثماني لفلسطين في النصف الأول من القرن التاسع عشر. كان ولاة دمشق يستعينون به وبالشيخ حسين عبد الهادي في حل المعضلات الإدارية والنزاعات العشائرية في ألوية جنين ونابلس والقدس. تولى متسلمية (جباية ضرائب) القدس (1832 ـ 1833). قاد ثورة الفلاحين ضد الحكم المصري سنة 1834، لكن إبراهيم بن محمد علي باشا أخمد هذه الثورة وقُبض على الشيخ قاسم الأحمد وأعدمه، بعدما احتمى بالشيخ إبراهيم الضمور في الكرك شرقي الأردن.

## في الدراما التلفزيونية
في مسلسل "عطر النار"، أدّى دور الشيخ قاسم الأحمد الممثل الأردني ياسر المصري.